# Asparagus lycicus
Asparagus lycicus — вид рослин із родини холодкових (Asparagaceae).

## Середовище проживання
Ендемік Туреччини (Анталія).